# Arthrosphaera fumosa
Arthrosphaera fumosa är en mångfotingart som beskrevs av Pocock 1895. Arthrosphaera fumosa ingår i släktet Arthrosphaera och familjen Sphaerotheriidae. Inga underarter finns listade i Catalogue of Life.